# Делоуч, Никки
Эшли Николь Делоуч (англ. Ashlee Nicole «Nikki» DeLoach; род. 9 сентября 1979, Waycross, Джорджия) — американская актриса и певица.

## Биография
Родилась 9 сентября 1979 года в Уэйкроссе (штат Джорджия, США), а выросла на ферме. Отец был грузоперевозчиком, а мать суперинтендантом. У Делоуч есть младшие брат и сестра.
Окончила Мэрилендский университет[уточнить], получив степень в области английского языка и психологии.

## Личная жизнь
С 5 сентября 2009 года замужем за актёром Райаном Гуделлом. У супругов есть два сына — Уильям Хадсон Гуделл (род. 22.10.2013) и Беннетт Кристофер Гуделл (род. 20.09.2017).

## Избранная фильмография
| Год       |   | Русское название                     | Оригинальное название          | Роль                         |
| --------- | - | ------------------------------------ | ------------------------------ | ---------------------------- |
| 1997      | с | Крутой Уокер: правосудие по-техасски | Walker, Texas Ranger           | Джессика Кёртис              |
| 2001      | ф | Воля случая                          | Longshot                       | Инносенс                     |
| 2004—2005 | с | Северный берег                       | North Shore                    | Мэри Джинн «Эм Джей» Беванс  |
| 2006      | с | C.S.I.: Место преступления Нью-Йорк  | CSI: NY                        | Лорели Деннис                |
| 2007      | с | Детектив Раш                         | Cold Case                      | Тесси Бэртрам'82             |
| 2007—2009 | с | Дни нашей жизни                      | Days of Our Lives              | Бренда                       |
| 2008      | с | Без следа                            | Without a Trace                | Лейси Моран                  |
| 2008      | ф | Мальчикам это нравится               | The House Bunny                | высокая блондинка            |
| 2008      | ф | Американская сказка                  | An American Carol              | Лили                         |
| 2010      | ф | Любовь и другие лекарства            | Love & Other Drugs             | Кристи                       |
| 2011—2016 | с | Неуклюжая                            | Awkward                        | Мама Дженны (мисс Гэмильтон) |
| 2012      | с | Двойник                              | Ringer                         | Шэйлин Бриггс                |
| 2013      | с | C.S.I.: Место преступления           | CSI: Crime Scene Investigation | Хизер Коннер                 |